# Усун-Кюйоль (Верхньоколимський улус)
Усун-Кюйоль (рос. Усун-Кюёль) — село Верхньоколимського улусу, Республіки Саха Росії. Входить до складу Ариласького наслегу.
Населення — 428 осіб (2015 рік).
Село засноване 1942 року.